# Ja'Kobe Walter
Ja'Kobe Amare Walter (Dallas, 4 de setembro de 2004) é um jogador norte-americano de basquete profissional do Toronto Raptors da National Basketball Association (NBA).
Ele jogou basquete universitário pela Universidade Baylor e foi selecionado pelos Raptors como a 19º escolha geral no draft da NBA de 2024.

## Início da vida e carreira no ensino médio
Walter cresceu em McKinney, Texas e inicialmente frequentou a McKinney High School. Como ala-armador, ele teve médias de 23,3 pontos, 7,6 rebotes, 1,9 assistências e 2,3 roubos de bola em sua terceira temporada, enquanto McKinney conquistava o campeonato estadual. Walter se transferiu para a Link Academy em Branson, Missouri, antes do início de seu último ano.
Walter foi um recruta consensual de cinco estrelas e um dos melhores jogadores da classe de 2023, de acordo com os principais serviços de recrutamento. Em 22 de junho de 2022, ele se comprometeu a jogar basquete universitário na Universidade Baylor.

## Carreira universitária
Walter se matriculou na Universidade Baylor em junho de 2023 para participar dos treinos de verão. Em sua estreia no basquete universitário contra Auburn, Walter quebrou o recorde da universidade de mais pontos em uma estreia de um calouro com 28 pontos. Ele teve médias de 14,5 pontos, 4,4 rebotes e 1,4 assistências e foi nomeado o Calouro do Ano da Big 12.

## Carreira profissional

### Toronto Raptors / Raptors 905 (2024–Presente)
Em 26 de junho de 2024, Walter foi selecionado pelo Toronto Raptors como a 19ª escolha geral no draft da NBA de 2024 e, em 4 de julho, assinou um contrato de 4 anos e US$16.7 milhões com a equipe.
No entanto, Walter perdeu o início da temporada, incluindo o treinamento de pré-temporada, devido a uma lesão no ligamento acromioclavicular. Em 28 de outubro de 2024, Walter foi designado para o Raptors 905, da G-League, mas foi chamado de volta no mesmo dia. Ele foi designado para o Raptors 905 novamente em 29 de outubro de 2024 e foi chamado de volta em 31 de outubro de 2024.
Em 1º de novembro de 2024, Walter fez sua estreia na NBA. Em 27 de novembro de 2024, ele teve sua primeira titularidade na NBA e conseguiu seu primeiro duplo-duplo com 14 pontos e 11 rebotes em uma vitória fora de casa por 119-93 contra o New Orleans Pelicans.

## Estatísticas da carreira

### Universitário
| Ano     | Equipe | PJ | PT | MPJ  | AP   | 3P   | LL   | RT  | AS  | BR  | TO | PPJ  |
| ------- | ------ | -- | -- | ---- | ---- | ---- | ---- | --- | --- | --- | -- | ---- |
| 2023–24 | Baylor | 35 | 35 | 32.3 | .376 | .341 | .792 | 4.4 | 1.4 | 1.1 | .2 | 14.5 |

Fonte:

## Vida pessoal
Walter nasceu e foi criado em McKinney, Texas, onde tem profundas raízes familiares. Seu pai, Eddie Walter, jogou basquete universitário pela Birmingham-Southern College de 1994 a 1996. Seus pais o nomearam em homenagem às lendas do basquete Kobe Bryant e Michael Jordan. Walter é cristão e afirmou que sua fé "lhe permitiu manter a humildade e usar seus dons para servir aos outros".